# Rožmarinska kislina
Rožmarinska kislina je ester kavne in 3,4-dihiidroksifenilmlečne kisline in se nahaja predvsem v rastlinskih vrstah družine  skrholistovk (Boraginaceae) in ustnatic (Lamiaceae). Kot sestavina začimb se uporablja v vsakodnevni prehrani, čista spojina in različni rastlinski ekstrakti pa imajo tudi številne dokazane biološke učinke, zlasti antioksidativno, protivnetno in protimikrobno delovanje. Uporablja se predvsem v kozmetičnih izdelkih, na primer proti izpadanju las, in v obliki rastlinskih izvlečkov za zdravljenje okužb z virusom herpesa. Zaradi netoksičnosti, dobre peroralne absorpcije in zdravju koristnih učinkov ima rožmarinska kislina velik potencial za uporabo pri preprečevanju in tudi zdravljenju številnih bolezni.

## Rastlinski viri
Rožmarinska kislina predstavlja eno izmed aktivnih sestavin zdravilnih rastlin, kot so žajbelj (Salvia officinalis), poprova meta (Mentha piperita), vrtni timijan (Thymus vulgaris), melisa (Melissa officinalis) in navadni gabez (Sympthium officinale).

## Biosinteza
V rastlinah se rožmarinska kislina sintetizira iz L-fenilalanina ali L-tirozina.

## Biološki učinki in uporaba
Rožmarinska kislina se uporablja v različnih kozmetičnih pripravkih in parfumih. V masažnih oljih, raztopljena v mandljevem olju, izkazuje pozitivne relaksacijske učinke na mišice in živce, izboljšuje krvni obtok v koži in ima zato pozitivne učinke pri zatekanju in celulitu. Zaradi njene protimikrobne aktivnosti se lahko uporablja pri aknah in ostalih kožnih okužbah. Uporablja se tudi proti izgubi las, saj izboljšuje cirkulacijo krvi in posledično povečuje rast las, z antioksidativnim delovanjem pa lase ščiti tudi pred zunanjimi dejavniki. Kot sestavino šamponov in losjonov jo uporabljajo pri različnih težavah z lasmi oziroma lasiščem, kot so zgodnja plešavost in prhljaj. Njen protivirusni učinek proti virusu herpes simpleks se izkorišča pri terapiji okužb s tem virusom v obliki ekstraktov melise, ki vsebujejo rožmarinsko kislino.
Izkazuje tudi protivirusno, protibakterijsko, protivnetno in antioksidativno delovanje. Zaradi zaviranja GABA-transaminaze bi lahko imela potencialno tudi anksiolitični učinek. Pri rastlinah naj bi imela obrambno vlogo. Med možnimi potencialnimi področji klinične uporabe so bronhialna astma, krči, peptična razjeda, vnetne bolezni, hepatotoksičnost, ateroskleroza, ishemična bolezen srca, siva mrena (katarakta) in slaba gibljivost semenčic.